# Marathon de Londres 2017
Navigation
2016 2018
Le Marathon de Londres de 2017 est la 37e édition du Marathon de Londres au Royaume-Uni qui a lieu le dimanche 23 avril 2017.

## Faits marquants
- Le Suisse Tadesse Abraham qui comptait s'attaquer au record d'Europe du marathon déclare forfait en raison d'une fracture de stress au sacrum[1].

- La Kényane Mary Keitany remporte l'épreuve féminine en 2 h 17 min 42 s, devenant la deuxième performeuse mondiale de tous les temps derrière la Britannique Paula Radcliffe et son record du monde de 2 h 15 min 25 s[2].

## Résultats

### Hommes
| Rang | Athlète               | Nationalité | Temps    |
| ---- | --------------------- | ----------- | -------- |
| 1    | Daniel Wanjiru        | Kenya       | 02:05:48 |
| 2    | Kenenisa Bekele       | Éthiopie    | 02:05:57 |
| 3    | Bedan Karoki          | Kenya       | 02:07:41 |
| 4    | Abel Kirui            | Kenya       | 02:07:45 |
| 5    | Alphonce Simbu        | Tanzanie    | 02:09:10 |
| 6    | Ghirmay Ghebreslassie | Érythrée    | 02:09:57 |
| 7    | Asefa Mengstu         | Éthiopie    | 02:10:04 |
| 8    | Amanuel Mesel         | Érythrée    | 02:10:44 |
| 9    | Javier Guerra         | Espagne     | 02:10:55 |
| 10   | Michael Shelley       | Australie   | 02:11:38 |
| 11   | Ayad Lamdassem        | Espagne     | 02:12:30 |
| 12   | Feyisa Lilesa         | Éthiopie    | 02:14:12 |
| 13   | Ghebre Kibrom         | Érythrée    | 02:14:52 |
| 14   | Abdellatif Meftah     | France      | 02:14:55 |
| 15   | Robbie Simpson        | Royaume-Uni | 02:15:04 |
| 16   | Andrew Davies         | Royaume-Uni | 02:15:11 |
| 17   | Tesfaye Abera         | Éthiopie    | 02:16:09 |
| 18   | Jesus Arturo Esparza  | Mexique     | 02:16:38 |
| 19   | Scott Overall         | Royaume-Uni | 02:16:54 |
| 20   | Kevin Seaward         | Irlande     | 02:17:08 |
| 21   | Tesama Moogas         | Israël      | 02:18:33 |
| 22   | Mick Clohisey         | Irlande     | 02:18:34 |
| 23   | Jonathan Mellor       | Royaume-Uni | 02:18:48 |
| 24   | Tilahun Regassa       | Éthiopie    | 02:18:53 |
| 25   | Tom Anderson          | Royaume-Uni | 02:19:36 |
| 26   | Matt Bond             | Royaume-Uni | 02:21:13 |
| 27   | Ian Kimpton           | Royaume-Uni | 02:23:53 |
| 28   | Jonathan Hay          | Royaume-Uni | 02:24:02 |
| 29   | Andrew Lemoncello     | Royaume-Uni | 02:24:11 |
| 30   | Chris Thompson        | Royaume-Uni | 02:24:11 |
| 31   | Diego Elizondo        | Argentine   | 02:36:51 |

### Femmes
| Rang | Athlète             | Nationalité | Temps    |
| ---- | ------------------- | ----------- | -------- |
| 1    | Mary Keitany        | Kenya       | 02:17:01 |
| 2    | Tirunesh Dibaba     | Éthiopie    | 02:17:56 |
| 3    | Aselefech Mergia    | Éthiopie    | 02:23:08 |
| 4    | Vivian Cheruiyot    | Kenya       | 02:23:50 |
| 5    | Lisa Weightman      | Australie   | 02:25:15 |
| 6    | Laura Thweatt       | États-Unis  | 02:25:38 |
| 7    | Helah Kiprop        | Kenya       | 02:25:39 |
| 8    | Tigist Tufa         | Éthiopie    | 02:25:52 |
| 9    | Florence Kiplagat   | Kenya       | 02:26:25 |
| 10   | Jessica Trengrove   | Australie   | 02:27:01 |
| 11   | Aberu Kebede        | Éthiopie    | 02:27:27 |
| 12   | Diana Lobacevske    | Lituanie    | 02:28:48 |
| 13   | Kellyn Taylor       | États-Unis  | 02:28:51 |
| 14   | Alyson Dixon        | Royaume-Uni | 02:29:06 |
| 15   | Charlotte Purdue    | Royaume-Uni | 02:29:23 |
| 16   | Tracy Barlow        | Royaume-Uni | 02:30:42 |
| 17   | Andrea Deelstra     | Pays-Bas    | 02:31:32 |
| 18   | Tish Jones          | Royaume-Uni | 02:33:56 |
| 19   | Melanie Panayiotou  | Australie   | 02:35:25 |
| 20   | Hanna Vandenbussche | Belgique    | 02:37:28 |
| 21   | Susan Partridge     | Royaume-Uni | 02:37:51 |
| 22   | Jenny Spink         | Royaume-Uni | 02:38:11 |
| 23   | Casey Wood          | Australie   | 02:39:27 |
| 24   | Laura Graham        | Royaume-Uni | 02:42:38 |
| 25   | Krista DuChene      | Canada      | 02:43:31 |
| 26   | Barbara Sanchez     | Irlande     | 02:47:36 |

### Fauteuils roulants
| Rang | Athlète | Nationalité | Temps |
| ---- | ------- | ----------- | ----- |
| 1    |         |             |       |
| 2    |         |             |       |
| 3    |         |             |       |
| 4    |         |             |       |
| 5    |         |             |       |

| Rang | Athlète | Nationalité | Temps |
| ---- | ------- | ----------- | ----- |
| 1    |         |             |       |
| 2    |         |             |       |
| 3    |         |             |       |
| 4    |         |             |       |
| 5    |         |             |       |